# Diamant (Bekkevoort)
Diamant is een Belgisch historisch merk van bromfietsen.
Dit was een Belgisch bedrijf dat gevestigd was in Bekkevoort en in de jaren vijftig bromfietsen maakte die door Sachs-blokken werden aangedreven.
Er was nog een merk met de naam Diamant: zie Diamant (Reichenbrand).